# Wiaczasłau Kiebicz
Wiaczasłau Francawicz Kiebicz (biał. Вячаслаў Францавiч Кебіч, ros. Вячеслав Францевич Кебич, Wiaczesław Francewicz Kiebicz; ur. 10 czerwca 1936 w Koniuszewszczyźnie, zm. 9 grudnia 2020 w Mińsku) – białoruski inżynier, komunistyczny działacz partyjny i polityk, w latach 1990–1991 premier Białoruskiej SRR, w latach 1991–1994 premier Białorusi, wieloletni deputowany do parlamentów Białoruskiej SRR i Białorusi, działacz Komunistycznej Partii Białorusi (KPB), w latach 1986–1991 członek Komitetu Centralnego KPB, w latach 1990–1991 członek Komitetu Centralnego Komunistycznej Partii Związku Radzieckiego; kandydat w wyborach prezydenckich na Białorusi w 1994 roku; zwolennik integracji Białorusi z Rosją; kandydat nauk ekonomicznych (odpowiednik polskiego stopnia doktora).

## Życiorys

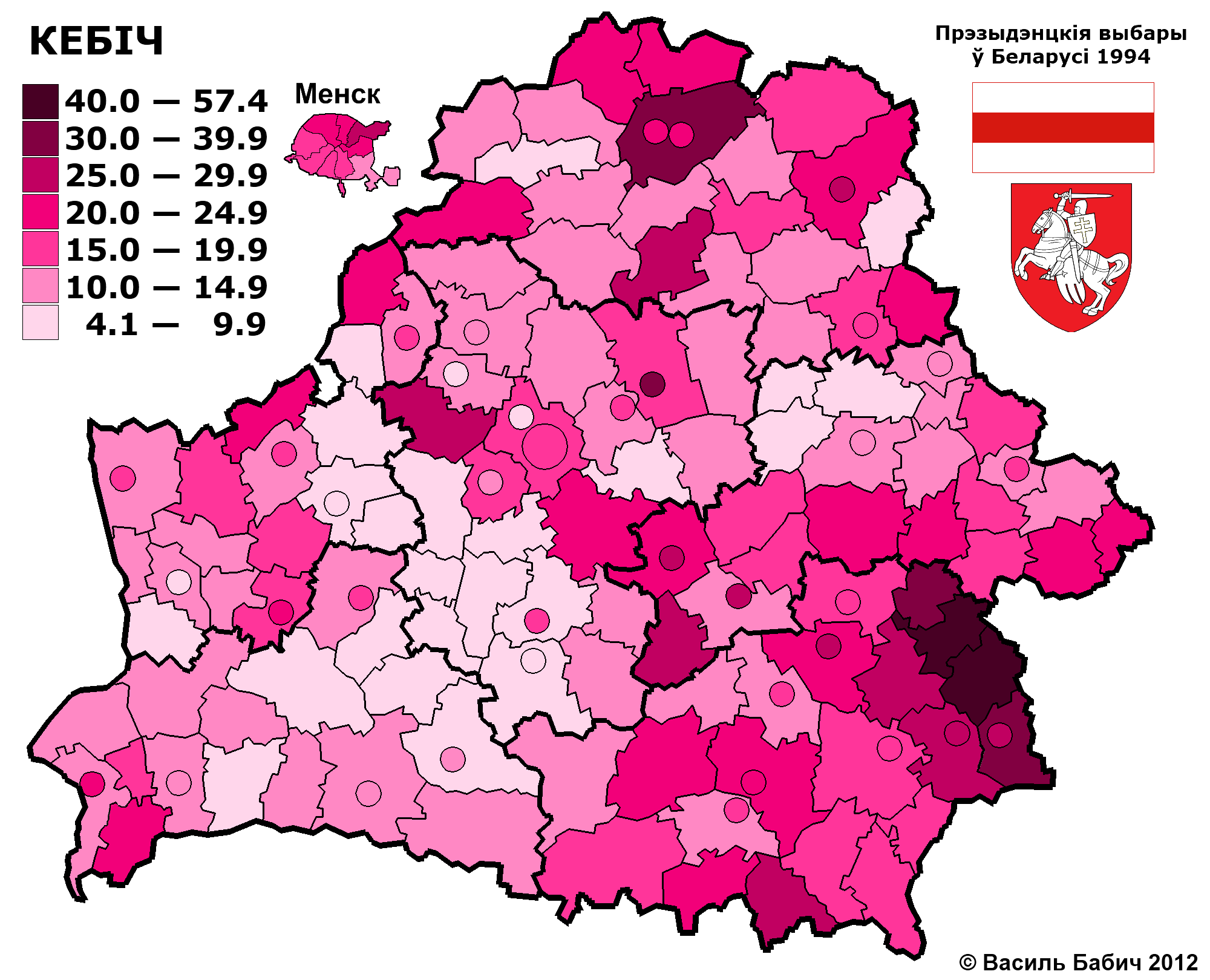
Wyniki Wiaczasłaua Kiebicza w I turze wyborów prezydenckich na Białorusi w 1994 roku

Urodził się 10 czerwca 1936 roku we wsi Koniuszewszczyzna, w gminie Pierszaje powiatu stołpeckiego województwa nowogródzkiego na terenie Polski. W 1958 roku ukończył Białoruski Państwowy Instytut Politechniczny, uzyskując wykształcenie inżyniera mechanika, w 1984 roku – Mińską Wyższą Szkołę Partyjną. W 1990 roku w Mińsku uzyskał stopień kandydata nauk ekonomicznych (odpowiednik polskiego stopnia doktora). Temat jego dysertacji kandydackiej brzmiał: Struktura i funkcje państwowych organów zarządzania gospodarką narodową republiki związkowej w warunkach rozwoju jej samodzielności ekonomicznej. Pracował jako inżynier technolog, zastępca głównego inżyniera w Mińskich Zakładach Linii Automatycznych. Od 1973 roku był inżynierem, dyrektorem Mińskiej Fabryki Obrabiarek im. Kirowa, od 1978 roku – dyrektor generalny Mińskiego Zjednoczenia Produkcyjnego im. Kirowa, zajmującego się produkcją przeciągarek i przecinarek.
W latach 1980–1985 pełnił funkcję II sekretarza Mińskiego Komitetu Miejskiego Komunistycznej Partii Białorusi (KPB), Mińskiego Komitetu Obwodowego KPB, kierownika Wydziału Przemysłu w Komitecie Centralnym KPB. W latach 1985–1990 pracował jako zastępca przewodniczącego Rady Ministrów Białoruskiej SRR, przewodniczący Państwowej Komisji Planowania Białoruskiej SRR. W latach 1986–1991 pełnił funkcję członka Komitetu Centralnego KPB, w latach 1990–1991 – Komitetu Centralnego Komunistycznej Partii Związku Radzieckiego. W latach 1989–1991 był deputowanym ludowym ZSRR. 16 maja 1990 roku został deputowanym ludowym do Rady Najwyższej Białoruskiej SRR XII kadencji. W tym samym roku jego mandat parlamentarny wygasł. Od 1990 roku był przewodniczącym Rady Ministrów Białoruskiej SRR, a po zmianie nazwy państwa – premierem Republiki Białorusi. Pełniąc tę funkcję przyjął szereg postanowień rządowych sprzyjających powstawaniu struktur rynkowych. Jako szef władzy wykonawczej na Białorusi podpisał Porozumienia Białowieskie w Wiskulach, będące początkiem rozpadu ZSRR i utworzenia Wspólnoty Niepodległych Państw. Jednocześnie podejmował działania na rzecz utworzenia związku białorusko-rosyjskiego.
W 1994 roku kandydował w wyborach prezydenckich. Przeszedł do drugiej tury, w której przegrał z Alaksandrem Łukaszenką i był zmuszony do podania się do dymisji ze stanowiska premiera. Łukaszenka wielokrotnie oskarżał go o korupcję, jednak żaden z zarzutów nie został udowodniony. W tym samym roku Kiebicz został prezesem Białoruskiego Związku Handlowo-Finansowego. Pełnił tę funkcję co najmniej do końca lat 90.
W drugiej turze wyborów parlamentarnych 28 maja 1995 roku został wybrany na deputowanego do Rady Najwyższej Republiki Białorusi XIII kadencji z borysowskiego-zachodniego okręgu wyborczego nr 179. 9 stycznia 1996 roku został zaprzysiężony na deputowanego. Od 23 stycznia pełnił w Radzie Najwyższej funkcję członka Stałej Komisji ds. Regulaminu, Mandatów i Etyki Deputackiej. Poparł dokonaną przez prezydenta Alaksandra Łukaszenkę kontrowersyjną i częściowo nieuznaną międzynarodowo zmianę konstytucji. 27 listopada 1996 roku przestał uczestniczyć w pracach Rady Najwyższej i wszedł w skład utworzonej przez prezydenta Izby Reprezentantów Zgromadzenia Narodowego Republiki Białorusi I kadencji. Zgodnie z Konstytucją Białorusi z 1994 roku jego mandat deputowanego do Rady Najwyższej zakończył się 9 stycznia 2001 roku; kolejne wybory do tego organu jednak nigdy się nie odbyły.

## Oceny
Zdaniem autorów książki Kto jest kim w Białorusi, Wiaczasłau Kiebicz podczas pełnienia funkcji premiera dał się poznać jako niekonsekwentny zwolennik przeobrażeń rynkowych. Z jednej strony przyjmowane przez niego postanowienia rządowe sprzyjały powstawaniu struktur rynkowych, z drugiej strony natomiast jego działania na rzecz utworzenia związku białorusko-rosyjskiego doprowadzały do hamowania procesów rynkowych.

## Odznaczenia i nagrody
- dwukrotnie Order Czerwonego Sztandaru Pracy
- Order „Znak Honoru”
- Zasłużony Specjalista Budowy Maszyn Białorusi (1978, ZSRR);
- Nagroda Państwowa Białorusi (1992)[3].

## Życie prywatne
Wiaczasłau Kiebicz był żonaty, miał dwóch synów. W 1995 roku mieszkał w Mińsku.